# 阿讓蒂耶爾峰
45°57′35.14″N 7°01′13.15″E / 45.9597611°N 7.0203194°E

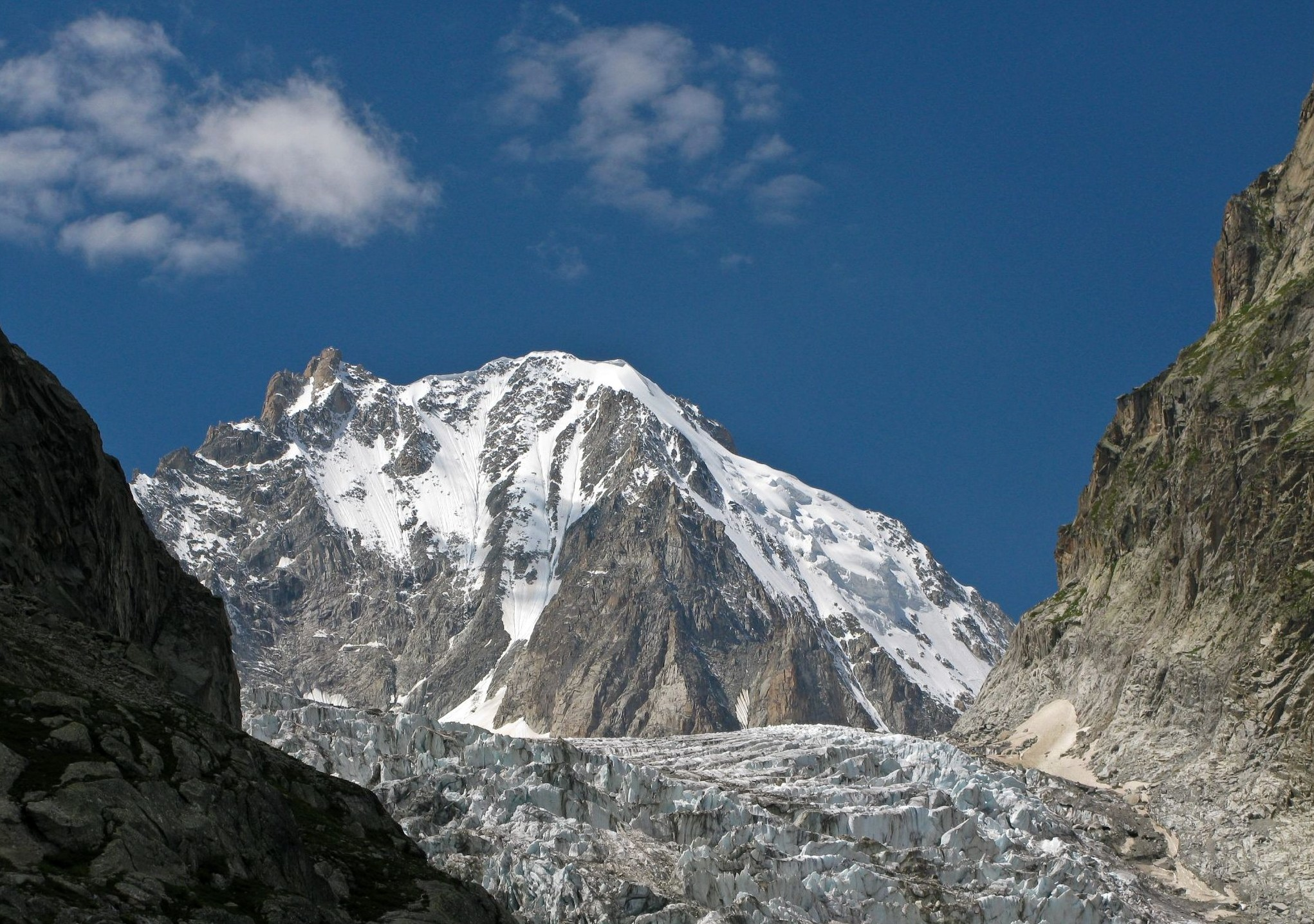

阿讓蒂耶爾峰（法語：Aiguille d'Argentière），是西歐的山峰，位於法國和瑞士接壤的邊境，由上薩瓦省和瓦萊州負責管轄，屬於格拉耶山的一部分，海拔高度3,901米，人類在1864年7月15日首次登頂。